# FuCC Cricket-Viktoria 1897 Magdeburg
FuCC Cricket-Viktoria 1897 Magdeburg (celým názvem: Magdeburger Fußball und Cricket Club Viktoria 1897) byl německý sportovní klub, který sídlil v sasko-anhaltském městě Magdeburg. Organizace sídlila v magdeburské čtvrti Cracau. Založen byl 16. června 1897 po fúzi klubů FC Gut Stoß Magdeburg a FuCC Regatta Magdeburg. Zanikl po ukončení druhé světové války, poté co byla všechna dřívější sportovní sdružení v sovětské okupační zóně zrušena. Své domácí zápasy odehrával na Cricketer Sportplatzu.
Mimo mužský fotbalový oddíl měl sportovní klub i jiné oddíly, mj. oddíl kriketu.

## Historické názvy
Zdroj: 
- 1897 – fúze klubů FC Gut Stoß Magdeburg a FuCC Regatta Magdeburg
- 1897 – Magdeburger FuCC Viktoria 1897 (Magdeburger Fußball und Cricket Club Viktoria 1897)
- 1945 – zánik

## Umístění v jednotlivých sezonách
Stručný přehled
Zdroj: 
- 1933–1934: Bezirksliga Mitte
- 1934–1942: Gauliga Mitte
- 1942–1944: Bezirksliga Mitte

Jednotlivé ročníky
Zdroj: 
Legenda: Z - zápasy, V - výhry, R - remízy, P - porážky, VG - vstřelené góly, OG - obdržené góly, +/- - rozdíl skóre, B - body, červené podbarvení - sestup, zelené podbarvení - postup, fialové podbarvení - reorganizace, změna skupiny či soutěže
| Velkoněmecká říše (1933 – 1944) |                   |        |     |     |     |     |     |     |     |     |        |
| Sezóny                          | Liga              | Úroveň | Z   | V   | R   | P   | VG  | OG  | +/- | B   | Pozice |
| 1933/34                         | Bezirksliga Mitte | 2      | ... | ... | ... | ... | ... | ... | ... | ... |        |
| 1934/35                         | Gauliga Mitte     | 1      | 18  | 9   | 3   | 6   | 43  | 41  | +2  | 21  | 4.     |
| 1935/36                         | Gauliga Mitte     | 1      | 18  | 8   | 4   | 6   | 33  | 30  | +3  | 20  | 2.     |
| 1936/37                         | Gauliga Mitte     | 1      | 18  | 9   | 2   | 7   | 42  | 26  | +16 | 20  | 5.     |
| 1937/38                         | Gauliga Mitte     | 1      | 18  | 11  | 3   | 4   | 47  | 29  | +18 | 25  | 2.     |
| 1938/39                         | Gauliga Mitte     | 1      | 18  | 7   | 5   | 6   | 39  | 36  | +3  | 19  | 5.     |
| 1939/40                         | Gauliga Mitte     | 1      | 14  | 5   | 3   | 6   | 33  | 39  | -6  | 13  | 5.     |
| 1940/41                         | Gauliga Mitte     | 1      | 14  | 6   | 2   | 6   | 30  | 19  | +11 | 14  | 4.     |
| 1941/42                         | Gauliga Mitte     | 1      | 18  | 3   | 0   | 15  | 23  | 55  | -32 | 6   | 10.    |
| 1942/43                         | Bezirksliga Mitte | 2      | ... | ... | ... | ... | ... | ... | ... | ... |        |
| 1943/44                         | Bezirksliga Mitte | 2      | ... | ... | ... | ... | ... | ... | ... | ... |        |